# ボグダン・ボグダノヴィッチ
ボグダン・ボグダノヴィッチ（Bogdan Bogdanović, セルビア語 : Богдан Богдановић,  1992年8月18日 - ）は、ユーゴスラビア (現 : セルビア)、ベオグラード出身のプロバスケットボール選手。NBAのロサンゼルス・クリッパーズに所属している。ポジションはシューティングガード。

## 経歴

### ヨーロッパ時代
2010年9月にKKパルチザンでプロデビュー。国内リーグやABAリーグなどで活躍し、有望株として注目される。同リーグで優勝を経験した後、2014年7月にTBLの強豪フェネルバフチェ・ユルケルと契約。TBLやユーロリーグでも数々の賞を獲得し、2016-17シーズンはユーロリーグで栄冠を勝ち取った。

### サクラメント・キングス
ボグダノヴィッチは2014年のNBAドラフトにエントリーし、フェニックス・サンズから27位で指名された。その後ボグダノヴィッチの保有権は、2016年のNBAドラフト開催日にサクラメント・キングスが8位で指名したマーキース・クリスの交渉権とのトレードで、サンズが13位で指名したヨルゴス・パパヤニス、28位で指名したスカル・ラビシーレの交渉権と共にキングスに移動している。
2017年6月29日、キングスと3年2700万ドルで契約した。10月23日のフェニックス・サンズ戦でNBAデビュー。12得点を記録した。
2018年2月16日に行われたライジング・スターズ・チャレンジでワールドチームの一員として出場、26得点、6アシストを記録し、試合はワールドチームが155-124でU.Sチームに勝利した。ボグダノヴィッチはこの試合のMVPに選ばれた。

### アトランタ・ホークス
2020年11月にキングスはドンテ・ディヴィンチェンゾ、D・J・ウィルソン、エルサン・イルヤソバとのサイン・アンド・トレードでボグダノヴィッチとジャスティン・ジェームズをミルウォーキー・バックスへ放出しようと試みたが、このトレードはNBAがボグダノヴィッチおよびその代理人とフリーエージェンシーのルールで許可される前に接触したとしてバックスを調査していることが発表されたときに破綻した。バックスはこの状況に裏切られたと感じ、これ以上トレードを追求しないことを決め、12月の調査の結論として2022年のドラフト2巡目指名権を剥奪されたとことが報道された。ボグダノビッチ本人によると、「このトレードについて知らされていなかった。キングスに裏切られたと感じた。」と話している。
2020年11月24日、アトランタ・ホークスと4年総額7200万ドルの契約に合意した。2023-24シーズン、12月12日のデンバー・ナゲッツ戦でキャリアハイとなる10本の3ポイントを成功させるなど、キャリアハイの40得点を記録した。2024-25シーズン、12月6日のロサンゼルス・レイカーズ戦で3ポイントを成功させ、これで2023年3月17日のゴールデンステイト・ウォリアーズ戦から100試合連続で3ポイントを成功させたこととなった、これはNBAで4人目の快挙となった。

### ロサンゼルス・クリッパーズ
2025年2月6日にテレンス・マン、ボーンズ・ハイランドとのトレードで、3つの将来のドラフト2巡目指名権と共にロサンゼルス・クリッパーズへ移籍した。

## セルビア代表
2011年にU-19世界選手権に出場し、銀メダルを獲得。2013年からフル代表に招集され、2014年FIBAバスケットボール・ワールドカップ、2016年リオデジャネイロオリンピックと銀メダルを獲得している。

## その他
- 2016-17シーズンにフェネルバフチェ・ユルケルでユーロリーグ優勝を経験したチームメイトに、エペイ・ウドゥ、アンソニー・ベネット、ヤン・ヴェセリー、ペロ・アンティッチ、ルイージ・ダトメといった元NBA選手がいる。

## 個人成績

### NBA

#### レギュラーシーズン
| シーズン | チーム | GP  | GS  | MPG  | FG%  | 3P%  | FT%  | RPG | APG | SPG | BPG | PPG  |
| -------- | ------ | --- | --- | ---- | ---- | ---- | ---- | --- | --- | --- | --- | ---- |
| 2017–18  | SAC    | 78  | 52  | 27.9 | .446 | .392 | .840 | 2.9 | 3.3 | .9  | .2  | 11.8 |
| 2018–19  | SAC    | 70  | 17  | 27.8 | .418 | .360 | .827 | 3.5 | 3.8 | 1.0 | .2  | 14.1 |
| 2019–20  | SAC    | 61  | 28  | 29.0 | .440 | .372 | .741 | 3.4 | 3.4 | 1.0 | .2  | 15.1 |
| 2020–21  | ATL    | 44  | 27  | 29.7 | .473 | .438 | .909 | 3.6 | 3.3 | 1.1 | .3  | 16.4 |
| 2021–22  | ATL    | 63  | 27  | 29.3 | .431 | .368 | .843 | 4.0 | 3.1 | 1.1 | .2  | 15.1 |
| 2022–23  | ATL    | 54  | 9   | 27.9 | .447 | .406 | .831 | 3.1 | 2.8 | .8  | .3  | 14.0 |
| 2023–24  | ATL    | 79  | 33  | 30.4 | .428 | .374 | .921 | 3.4 | 3.1 | 1.2 | .3  | 16.9 |
| 2024–25  | ATL    | 24  | 0   | 24.9 | .371 | .301 | .882 | 2.8 | 2.0 | .8  | .3  | 10.0 |
| 2024–25  | LAC    | 30  | 4   | 25.0 | .474 | .427 | .875 | 3.1 | 3.2 | .7  | .2  | 11.4 |
| 通算     | 通算   | 503 | 197 | 28.4 | .437 | .382 | .846 | 3.3 | 3.2 | 1.0 | .3  | 14.3 |

#### プレーオフ
| シーズン | チーム | GP | GS | MPG  | FG%  | 3P%  | FT%  | RPG | APG | SPG | BPG | PPG  |
| -------- | ------ | -- | -- | ---- | ---- | ---- | ---- | --- | --- | --- | --- | ---- |
| 2021     | ATL    | 18 | 18 | 33.2 | .390 | .329 | .706 | 4.2 | 2.9 | 1.6 | .3  | 14.1 |
| 2022     | ATL    | 4  | 0  | 26.8 | .408 | .346 | .800 | 4.8 | 3.0 | .3  | .3  | 14.3 |
| 2023     | ATL    | 6  | 1  | 26.2 | .556 | .455 | .714 | 3.0 | 2.5 | 1.0 | .8  | 13.3 |
| 2025     | LAC    | 7  | 0  | 16.7 | .364 | .292 | .857 | 2.9 | 2.1 | .4  | .0  | 6.4  |
| 通算     | 通算   | 35 | 19 | 28.0 | .412 | .345 | .756 | 3.8 | 2.7 | 1.1 | .3  | 12.4 |

### ユーロリーグ
| シーズン | チーム           | GP  | GS | MPG  | FG%  | 3P%  | FT%  | RPG | APG | SPG | BPG | PPG  | PIR  |
| -------- | ---------------- | --- | -- | ---- | ---- | ---- | ---- | --- | --- | --- | --- | ---- | ---- |
| 2012–13  | パルチザン       | 6   | 3  | 17.6 | .333 | .200 | .800 | 1.8 | 1.0 | .7  | .0  | 5.0  | 3.7  |
| 2013–14  | パルチザン       | 23  | 18 | 31.4 | .401 | .370 | .754 | 3.7 | 3.7 | 1.6 | .2  | 14.8 | 12.7 |
| 2014–15  | フェネルバフチェ | 29  | 27 | 28.3 | .395 | .358 | .797 | 2.9 | 2.8 | .7  | .3  | 10.6 | 10.0 |
| 2015–16  | フェネルバフチェ | 28  | 24 | 27.6 | .411 | .370 | .797 | 3.3 | 3.0 | 1.0 | .4  | 11.7 | 12.5 |
| 2016–17† | フェネルバフチェ | 22  | 17 | 27.9 | .500 | .430 | .855 | 3.8 | 3.6 | 1.1 | .3  | 14.6 | 16.7 |
| 通算     | 通算             | 108 | 89 | 28.1 | .419 | .376 | .801 | 3.3 | 3.1 | 1.1 | .3  | 12.3 | 12.2 |